# Luan Jujie
Jujie Luan est une escrimeuse née le 14 juillet 1958 à Nankin. Elle est devenue la première chinoise championne olympique d'escrime en remportant l'épreuve de fleuret des Jeux de Los Angeles en 1984. Elle représente de nouveau la Chine aux Jeux olympiques de 1988, puis participe aux Jeux de Sydney et Pékin pour le Canada.

## Palmarès
- Jeux olympiques
  -  Médaille d'or en individuel aux Jeux olympiques de 1984 à Los Angeles